# Moenkoe-Sardyk
Moenkoe-Sardyk (Russisch: Мунку-Сардык, Boerjatisch: Мγнхэ ћарьдаг; Münhe h'ar'dag of Мγнхэ Сагаан ћарьдаг; Münhe Sagaan h'ar'dag) is een bergmassief in de Oostelijke Sajan, gelegen in de Russische autonome republiek Boerjatië. Het massief bestaat uit 6 toppen, waaronder de gelijknamige Moenkoe Sardyk, de hoogste piek van de hele Sajan met 3491 meter. Het massief bestaat uit graniet.

## Geografie en omgeving
In de riviervalleien groeit bos tot een hoogte van ongeveer 2000 meter. Hogerop tref je bergweiden, bergtoendra en rotsachtige bodems. Ten noorden van Moenkoe-Sardyk ligt een plateau waar de rivieren Oka, Kitoj en Irkoet ontstaan. Ten zuiden van het massief bevindt zich het Mongolische meer Hövsgöl Nuur. Op de Moenkoe-Sardyk zelf zijn een aantal kleine gletsjers met een totale oppervlakte van 1,3 km². De eerste beklimming vond plaats door Gustav Radde in 1858.

## Naam
De naam Moenkoe-Sardyk komt van het Boerjatische woorden münhe'' (мγнхэ) of münke (мγнкэ), wat iets als "(voor) eeuwig, eindeloos, zeer lang" betekent en van h'ar'dag (ћарьдаг), sar'dak (сарьдак) of sardyk (сардык), wat verwijst naar een 'hoge kruin', 'bergpiek', goltsy, 'goltsy-bioom', waarmee de betekenis "eeuwige sneeuwberg" (eeuwige goltsy) zou zijn. Het woord h'ar'dag komt van het Boerjatische har'ha; "spetteren, miezeren, druppelen", waarmee wordt verwezen naar het feit dat het 'eeuwig' miezert boven de hoge Moenkoe-Sardyk. De alternatieve Boerjatische naam Münhe Sagaan h'ar'dag, die minder wordt gebruikt, betekent "altijd witte berg" (altijd witte goltsy), daar de piek altijd is bedekt met sneeuw en ijs.

## Toerisme
De Moenkoe-Sardyk bevindt zich op de grens met Mongolië. Toeristen die het massief willen bezoeken, moeten zich daarom eerst bij de grenswacht melden. Het massief wordt vooral bezocht door bergbeklimmers en andere bergtoeristen. Er lopen twee klimroutes naar de top die, volgens het Russische classificatiesysteem, moeilijkheidsgraad 1B en 2A hebben. De meeste toeristen komen in de maand mei, wanneer de weersomstandigheden het gunstigst zijn.